# Martqopi
Martqopi (georgiska: მარტყოფი) är en ort i Georgien. Den ligger i den östra delen av landet, 18 km nordost om huvudstaden Tbilisi. Martqopi hade 7 397 invånare 2014.